# Диптих (религия)
Вижте пояснителната страница за други значения на Диптих.
Диптих (на старогръцки: δί-πτῠχος – „двустранен“, т.е. две страни, на старогръцки: δύο – „два“ + на старогръцки: πτῠχή – „табличка, плака“) е списък с имена, упоменаван в литургията на Православната църква.
Терминът произлиза още от елините и римляните и с него са се означавали таблички за записи, състоящи се от две костни или метални дъсчици, снадени една за друга във формата на книга. Те често били украсявани. Често към тези книжки се прибавяли допълнителни листове и по този начин се образувал триптих (τρίπτυχα), пентаптих (πεντάπτυχα) и въобще полиптих (πολύπτυχα), т.е. Поменик. 

## История
В историята на християнската църква диптихът задължително се чете от амвона по време на евхаристията.
По свидетелствата на Киприян Картагенски през 3 век масово се употребявали диптиси, като тази традиция се запазила при католиците до 13 век, а в различни поместни православни църкви и до 15 век включително. От съществувалите многобройни списъци с подредбата им в християнската църква (на патриарси, епископи по ранг и т.н.), поради институционални, политически, дипломатически и исторически причини през 21 век е оцелял т.нар. диптих на поместните православни църкви, като автокефални такива. В действителност това е йерархичен подредбен списък на предстоятелите на поместните православни църкви.

## Противоречия
Йерархичната подредба в списъка е най-спорният въпрос за Българската православна църква (БПЦ), тъй като отразява стойността и тежестта на всяка автокефалия. Папството няма отношение към този каноничен спор по обективни дадености. 
БПЦ и патриарх Неофит Български (а и не само, т.е. заедно с още три поместни автокефалии от общо четиринадесет, в т.ч. и най-голямата РПЦ), отказва участие в дълго подготвяния и свикан Всеправославен събор в периода 16 – 27 юни 2016 г. в Колимвари, Крит по причина, че БПЦ с нейния патриарх следва да са на петото поредно и систематично място в диптиха на Константинополската патриаршия, но най-вече поради съпротивата на Вартоломей I към момента това не е така и предстоятелят на БПЦ е след много други по-късно признати автокефалии, като сръбската и румънската, че и грузинската. Въпросът с руската автокефалия е по-особен заради тежестта на тази църква в православния диоцез, въпреки че исторически РПЦ следхожда БПЦ. Според запазено Ръководство на канцеларията на Константинополската патриаршия от 1383 г. първа патриаршия е Константинополската, следвана от Александрийската, Антиохийската и Йерусалимската. След това пише – Търново. Според томоса на Вселенския патриарх Герман II и останалите патриарси от църковния събор в Лампсак, въздигането в патриаршия е „вечно и неотменимо“. 
Към 2017 г. предстоятелят на БПЦ, като патриарх, заема девето място (в диптиха на Константинополската патриаршия) заради томоса, с който е вдигната българската схизма и е след тези на Константинополската, Александрийската, Антиохийската, Йерусалимската, Руската, Грузинската, Сръбската и Румънската патриаршии. БПЦ намира, че валидният и легитимен томос за диптиха е не този последният, а предходният – от Лампсак. БПЦ смята деветото си място в диптиха за обидно и претендира за каноничното пето, евентуално най-малкото за шесто такова след РПЦ (предвид тежестта на последната в православния свят, макар че РПЦ е патриаршия от 1589 г.).  За БПЦ този субординационен въпрос е от първостепенно значение за отношенията ѝ с другите поместни православни църкви.